# Pierre Jules César Guyardet
Pierre Jules César Guyardet, né le 29 juin 1767 à Pont-Scorff (Morbihan) et mort le 5 janvier 1813 à Thorn (Royaume de Prusse), est un général français de la Révolution et de l’Empire.

## États de service
Il entre en service le 30 juillet 1789, au 2e bataillon de volontaires du Morbihan, il devient lieutenant le 17 janvier 1792. Il passe capitaine le 20 octobre 1792, et lieutenant-colonel en second le 13 novembre suivant.
Il est fait chevalier de la Légion d'honneur le 11 décembre 1803, et officier de l'ordre le 14 juin 1804. Il est nommé colonel le 21 décembre 1805, au 13e régiment d’infanterie légère, et il est créé chevalier de l’Empire par lettres patentes du 19 mars 1808, et baron de l’Empire le 2 novembre 1810. Il est promu général de brigade le 6 août 1811.
Il meurt d’épuisement le 5 janvier 1813 à Thorn.

## Portrait
Joseph Gastinieau, un solday des armées de l'Empire, indique dans ses mémoires, comme portrait du colonel Pierre Jules César Guyardet : 
« Ce colonel, qui n'était pas plus grand que moi, ne perdait pas une ligne de sa petite taille, avec un air martial, une figure un peu bronzée ; il était provençal, avec l'accent des hommes de ce pays et avait fait la campagne d’Égypte. Il avait perdu l'ouïe d'un côté par un boulet qui lui avait passé près de l'oreille. Il était bon et juste, on l'aimait. »

## Armoiries
|  | Chevalier de l'Empire GUYARDET le 19 mars 1808 (lettres patentes). D'azur, à la fasce de gueules du tiers de l'écu, au signe des chevaliers, accompagné en chef d'une épée haute en pal, entre deux étoiles d'or et en pointe de baïonnettes croisées d'argent. - Livrées : bleu, rouge, jaune.                                                               |
|  | Baron de l’Empire GUYARDET le 15 juillet 1810 (décret), 2 novembre 1810 (lettres patentes). D'azur à l'épée haute en pal d'or, accompagnée en chef de deux étoiles du même et en pointe de deux baïonnettes croisées en sautoir d'argent ; brochant sur la poignée de l'épée : franc-quartier des barons tirés de l'armée. - Livrées : les couleurs de l'écu. |